# Il martirio di San Sinforiano
(Ricoglitore italiano e straniero, ossia rivista mensuale europea di scienze, lettere, belle arti, bibliografia e varietà, 1834)
Il martirio di San Sinforiano (Le Martyre de saint Symphorien) è un dipinto a olio su tela dell'artista francese Jean-Auguste-Dominique Ingres del 1834, conservato nella cattedrale di Autun. Raffigura il martirio di san Sinforiano, il primo martire cristiano in Gallia. Sebbene Ingres ritenesse il dipinto (completato solo dopo dieci anni di lavoro diligente) uno dei suoi successi maggiori, fu criticato aspramente quando lo espose al Salone di Parigi del 1834. Successivamente è stato considerato un emblema dell'ambizione poco accorta di Ingres di eccellere nei dipinti di storia.
Una replica di dimensioni ridotte venne realizzata nel 1865 e oggi si trova al museo d'arte di Filadelfia.

## Storia
Siccome agli inizi della sua carriera Ingres si era guadagnato da vivere per lo più attraverso dei ritratti, il pittore perseguì con crescente determinazione l'obiettivo di farsi una reputazione nell'ambito della pittura di storia, il genere pittorico più prestigioso all'epoca. Dopo il successo schiacciante del Voto di Luigi XIII al Salone del 1824, che sfidava la popolarità crescente dello stile romantico di Eugène Delacroix, nel periodo tra il 1824 e il 1834 dipinse pochi ritratti e si concentrò sui dipinti di storia, come L'apoteosi di Omero del 1827.

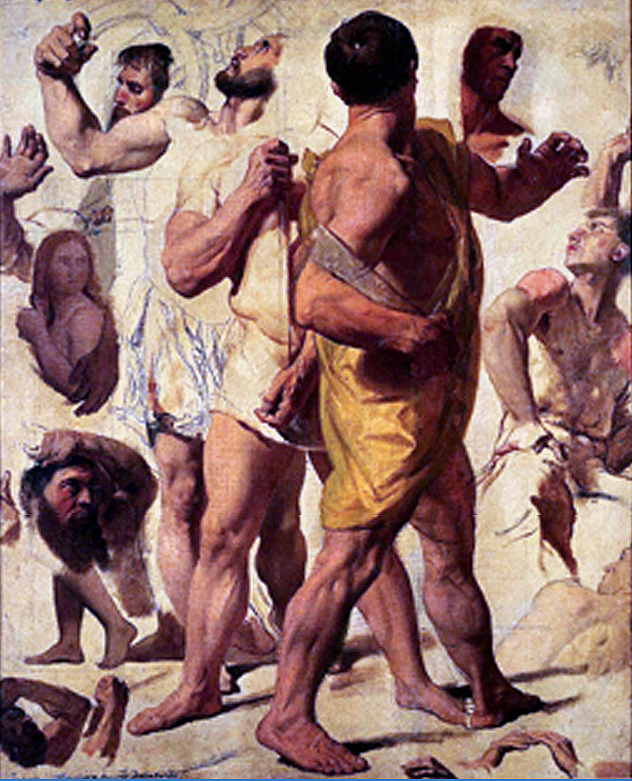
Uno studio per le figure del dipinto.

Il martirio di San Sinforiano fu commissionato nel dicembre del 1824 dal prelato di Autun, monsignor Roch-Étienne de Vichy. Doveva sostituire una pala d'altare di Fra Bartolomeo (Il Matrimonio mistico di santa Caterina da Siena del 1511) che era stata confiscata a Parigi durante la rivoluzione. Il dipinto ritrae una scena del martirio di Sinforiano di Autun. Monsignor de Vichy diede a Ingres un programma dettagliato da seguire nella composizione del dipinto, e l'artista lo seppe seguire fedelmente.
Ingres iniziò a lavorare al progetto sperando di finire il quadro in tempo per il Salone del 1827, ma il lavoro procedeva lentamente. Egli preparò la composizione in tutti i suoi dettagli con la sua cura abituale, finendo per produrre più di duecento disegni preparatori e almeno undici studi a olio. Al tempo della rivoluzione di luglio del 1830 non aveva ancora finito la composizione. Turbato dalla rivoluzione, Ingres abbandonò il progetto per un po' di tempo, ma nel 1833 lo riprese con un vigore rinnovato. La storica dell'arte Susan L. Siegfried contrappone gli studi per le figure databili come precedenti al 1830 con quelle realizzate dopo la rivoluzione di luglio, come i due studi a olio conservati al museo d'arte Fogg (1833), nei quali "Ingres incluse tutta la passione della propria reazione allo sconvolgimento sociale" e diede un'enfasi "all'energia della folla, dipingendo una lezione morale per il pubblico che aborriva".
Oltre ai disegni numerosi dai modelli dal vivo, la ricerca di Dominique Ingres per il dipinto includeva molti studi dei maestri del Rinascimento e dell'età barocca (per lui bisognava "divorare Michelangelo"). Nel 1826 viaggiò ad Autun per esaminare i resti delle mura cittadine. Aveva anche dei modelli in legno con gli accessori impugnati o vestiti dalle figure, che dipinse basandosi su di essi. Il dipinto fu completato in tempo per il primo marzo, la data d'inizio del Salone del 1834.

## Descrizione

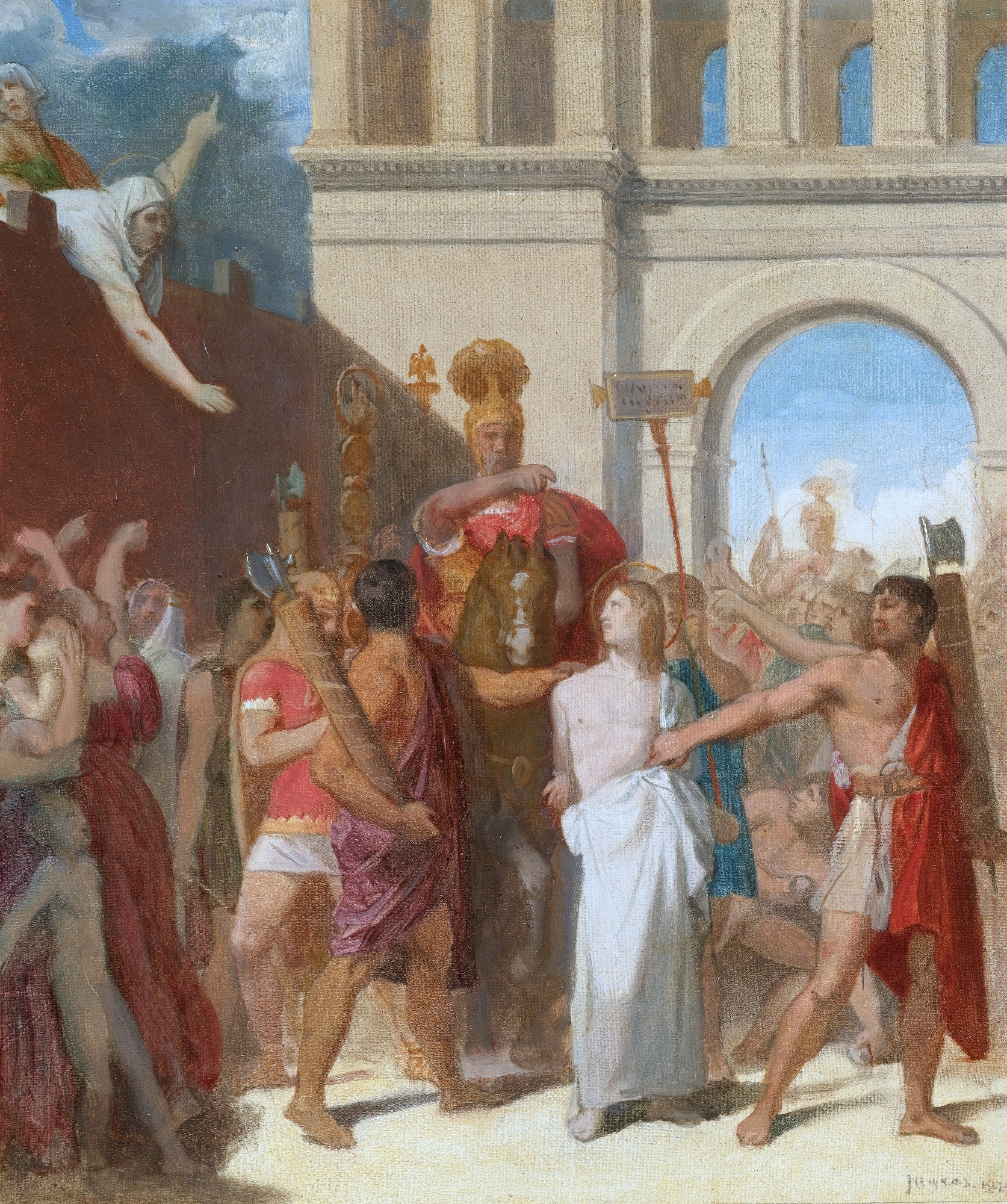
Uno studio dell'opera del 1827.

Il quadro ritrae il proconsole romano Eraclio e le sue guardie che catturano san Sinforiano e gli ordinano di prostrarsi nel tempio della dea pagana Cibele. La madre del santo, che osserva la scena dal muro della città in alto a sinistra, lo esorta ad avere fede e ad affrontare la morte con serenità. Sinforiano le rivolge uno sguardo incoraggiante e sembra formare una X con le braccia e le gambe. Alla dolcezza del viso del santo si contrappongono i littori ai suoi lati, gli sgherri del proconsole dai muscoli ben evidenti. Tutt'attorno si trova una folla che assiste alla scena. Sullo sfondo si vede la porta di Sant'Andrea, che è visibile anche in uno studio dell'opera risalente al 1827.
Inizialmente la composizione doveva essere orizzontale, con al centro la figura del generale, ma la struttura mutò in quella attuale forse in seguito al viaggio ad Autun. Lo stile richiama le opere di Raffaello Sanzio, uno degli artisti italiani più ammirati dal pittore di Montauban.

## Accoglienza
Ingres voleva presentare Il martirio di San Sinforiano come il suo capolavoro e il risultato della sua ampia ricerca, ma non godette di questa popolarità quando venne esposto al Salone. Gli amici di Ingres e i suoi ammiratori poterono solo elogiarlo debolmente, mentre i suoi detrattori criticarono aspramente la composizione congestionata e le esagerazioni anatomiche. Il critico Gabriel Laviron scrisse che "molte figure ci guadagnerebbero nell'essere ritagliate e incorniciate a parte", mentre Armand-Denis Vergnaud deplorava i "muscoli visti tramite un vetro magnifico, tesi, gonfiati fuori posto e la proporzione ai corpi e agli arti sui quali sono fissati". Quando venne criticata la lunghezza delle braccia della madre del santo, Ingres rispose con indignazione che "le braccia di una madre che benedice il figlio che marcia verso la morte non sono mai troppo lunghe".
L'accoglienza fredda riservata al suo dipinto è stata resa ancora più irritante dal successo critico allo stesso Salone di Delacroix e Paul Delaroche, che esposero delle "figure di grandi dimensioni di soggetti inferiori rispetto a quelli più elevati", secondo Marjorie Cohn. L'irritazione di Ingres potrebbe essere stata esacerbata ulteriormente dal fatto che la sua opera era stata appesa accanto a un dipinto con "quattro o cinque vacche a grandezza naturale che tornano nella loro stalla". Il risultato fu che Jean-Auguste-Dominique Ingres non riuscì mai più a esporre al Salone o ad accettare delle commissioni pubbliche. Egli fece domanda e ricevette il posto di direttore dell'accademia di Francia a Roma, e lasciò Parigi nel dicembre del 1834 per iniziare un esilio autoimposto in Italia. Non sarebbe tornato in Francia fino al 1841. Nel novembre del 1834 Il martirio di San Sinforiano venne collocato nella cattedrale autunese.

## Eredità

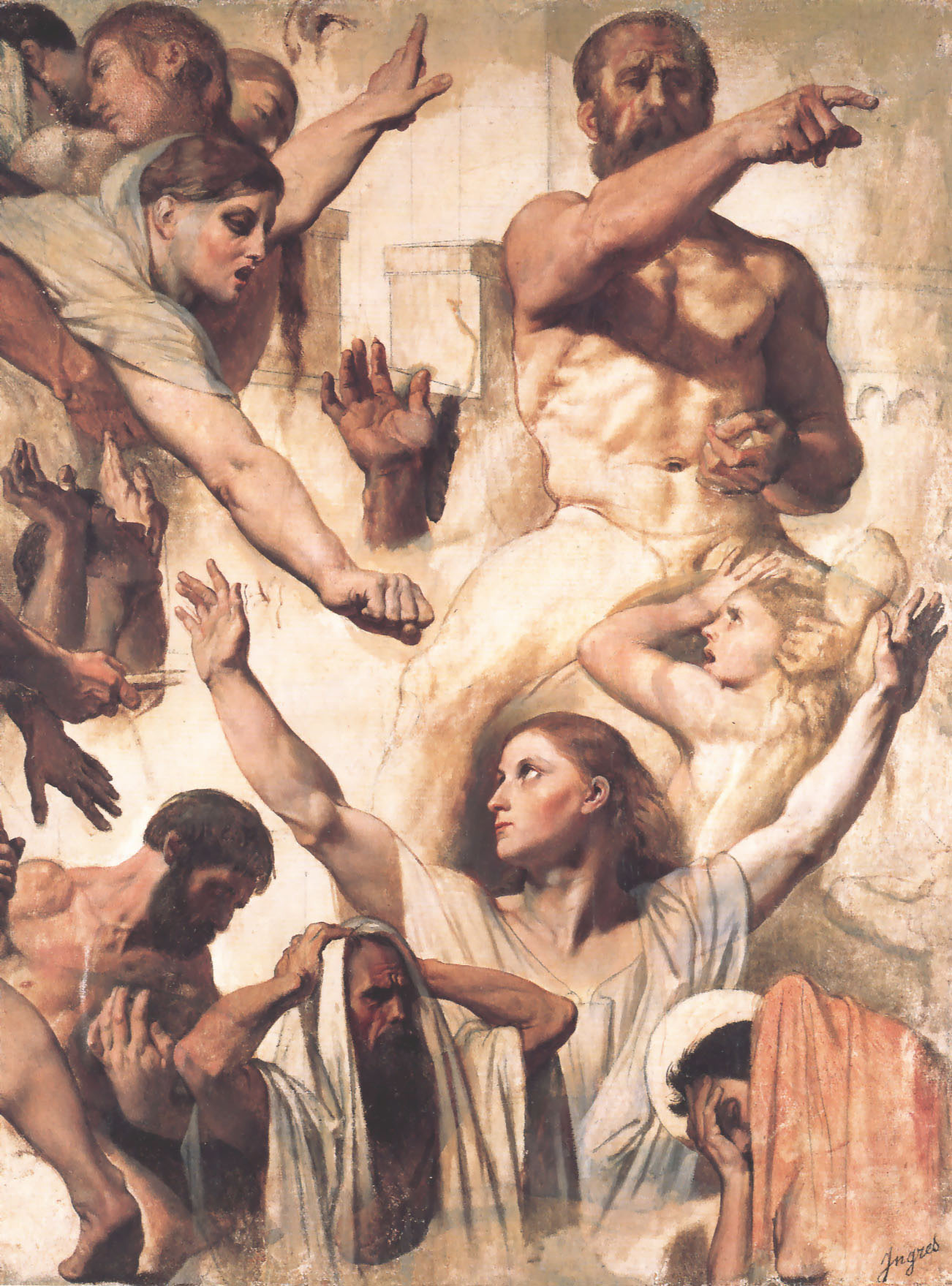
Uno studio per le figure del dipinto.

Nonostante Ingres rimase convinto nel credere che Il martirio di San Sinforiano fosse uno dei suoi successi supremi, l'opera è stata annoverata tradizionalmente tra le sue che ebbero meno successo. Nel 1889 Paul Mantz definì il quadro "confuso, senza emozioni e privo di luce. Il futuro sarà stupito dall'interesse eccessivo che i nostri padri attribuivano a questa composizione, un'opera di italianismo mal digerito". Nel 1950 Jean Alazard disse: "A dire la verità, il dipinto non vale più dell'esecuzione magnifica delle sue parti". Il critico d'arte francese Pierre Schneider scrisse nel 1969 che la tela era "assurda" ed esemplificava "il giudizio errato fenomenale di Ingres delle sue capacità: quelle di un miniaturista perseguitato dai formati eroici".
Avigdor Arikha fu più riconoscente nel dire che "c'è un contrasto stupendo tra l'architettura statica e i movimenti formicolanti delle persone nello sfondo che ci fa pensare al Bronzino."
In contrasto con il giudizio critico del dipinto, i tanti disegni preparatori e gli studi a olio furono molto apprezzati. Quando gli studi a olio vennero esposti al pubblico per la prima volta in una mostra commemorativa nel 1867, impressionarono molto Gautier, il quale disse che "uno rimane sbalordito davanti a questi... capolavori", che gli ricordavano i frammenti greci antichi che aveva visto ad Atene. Sul disegno a carboncino Tre uomini a cavallo (museo d'arte Nelson-Atkins), Anges Mongan e Hans Naef scrissero così: "Forse l'artista ha lavorato al dipinto per troppo tempo e troppo duramente, poiché l'opera compiuta non ebbe alcun impatto, libertà e posa maestosa di queste figure, e nessuna eco della luce brillante che è puntata su di loro."